# Postumi Albí
Els Postumi Albí (llatí: Postumius Albinus), més antigament Postumi Albus (llatí: Postumius Albus) foren una branca familiar de la gens Postúmia. El primer Postumi que va portar el cognomen Albí va ser Aulus Postumi Albus Regil·lensis (cònsol 496 aC), encara amb la forma Albus, i el primer personatge que apareix amb el cognomen amb la forma Albí és Publi Postumi Albí Regil·lensis, tribú amb potestat consular el 414 aC; el darrer membre rellevant de la família, al seu torn, fou Aulus Postumi Albí, governador a Sicília el 48 aC. En llatí, albus significa 'blanc', i albinus n'és un derivat.
La gens Postúmia va ser una de les més antigues Gens patrícies de Roma. Els seus membres van ocupar amb freqüència els més alts càrrecs de l'estat, a partir de l'expulsió dels reis tarquinis i fins a la caiguda de la República.
Els primers membres de la família dels Postumi Albí portaren l'agnomen Regil·lensis (llatí: Regillensis), després que Aulus Postumi Albus Regil·lensis derrotàs els llatins a la batalla del Llac Regil.

## Membres de la família

### seglevaC
- Aulus Postumi Albus Regil·lensis, cònsol el 496 aC i vencedor a la batalla del Llac Regil, de la qual prengué l'agnomen.
- Espuri Postumi Albus Regil·lensis, cònsol el 466 aC i integrant del primer decemvirat el 451 aC; fill de l'anterior.
- Aulus Postumi Albus Regil·lensis, cònsol el 464 aC i probablement germà de l'anterior.
- Espuri Postumi Albus Regil·lensis, tribú consular el 432 aC i probablement nebot de l'anterior.
- Publi Postumi Albí Regil·lensis, tribú consular el 414 aC, fill d'un dels anteriors.
- Marc Postumi Albí Regil·lensis, censor el 403 aC, germà o cosí de l'anterior.

### segleivaC
- Aulus Postumi Albí Regil·lensis, tribú consular el 397 aC, germà o cosí dels anteriors.
- Espuri Postumi Albí Regil·lensis, tribú consular el 394 aC, germà o cosí dels anteriors.
- Espuri Postumi Albí, cònsol el 334 aC i el 321 aC i general a la Segona Guerra Samnita.

### segleiiiaC
- Aulus Postumi Albí, cònsol el 242 aC i censor el 234 aC.
- Luci Postumi Albí, cònsol el 234 aC i el 229 aC.

### segleiiaC
- Espuri Postumi Albí, cònsol el 186 aC.
- Aulus Postumi Albí Lusc, cònsol el 180 aC i censor el 174 aC.
- Espuri Postumi Albí Pàulul, cònsol el 174 aC.
- Luci Postumi Albí, cònsol el 173 aC.
- Aulus Postumi Albí, un dels oficials de l'exèrcit d'Emili Paulus a Macedonia el 168 aC. Va ser enviat per Paulus per tractar amb el rei Perseu.[4]
- Luci Postumi Albí, cònsol el 154 aC.
- Aulus Postumi Albí, cònsol el 151 aC.
- Espuri Postumi Albí Magne, cònsol el 148 aC.
- Espuri Postumi Albí, cònsol el 110 aC.
- Aulus Postumi Albí, propretor a l'Àfrica el 110 aC.

### segleiaC
- Aulus Postumi Albí, cònsol el 99 aC.
- Aulus Postumi Albí, pretor el 89 aC.
- Dècim Juni Brutus Albí. Era fill de Dècim Juni Brutus, cònsol el 77 aC, i va ser adoptat per Aulus Postumi Albí i aleshores afegí al seu nom l'agnomen Albí. Va ser almirall de Juli Cèsar a Marsella el 49 aC i, posteriorment, governador de la Gàl·lia Transalpina fins al 45 aC. Va participar en l'assassinat de Juli Cèsar el 15 de març del 44 aC, els famosos Idus de Març.
- Aulus Postumi Albí, nomenat per Juli Cèsar governador de la província de Sicília (any 48 aC).[5]